# 테르모스바에나목
테르모스바에나목(Thermosbaenacea)은 민물 온천, 강어귀의 바닷물, 바닷물이 지하로 연결된 육지의 안키아라인(anchialine) 연못 서식지 환경에서 사는 갑각류 분류군이다. 때로는 별도의 상목(Pancarida)으로 취급하지만, 일반적으로는 낭하상목으로 간주한다. 진동굴성 생활사 때문에, 테르모스바에나류는 시색소(視色素)가 없어 앞을 볼 수가 없다.
현재, 일부 속의 분포 지역은 마이오세 기간의 테티스 해의 영역과 잘 들어맞으며, 현존하는 분류군은 개방형 바다 서식지에 살았던 선조로부터 유래되었음을 시사하고 있다. 다른 곳에서, 이 분포는 판게아의 분리와 일치한다. 유충의 발달은 부화 전까지 딱지 아래에서 이루어진다.

## 분류
현재, 4개 과에 34종이 기록되어 있다.
- Thermosbaenidae Monod, 1927
  - Thermosbaena mirabilis Monod, 1924 - 튀니지
- Monodellidae Taramelli, 1924
  - Monodella stygicola Ruffo, 1949 - 이탈리아 남부
  - Tethysbaena aiakos Wagner, 1994 - 그리스
  - Tethysbaena argentarii (Stella, 1951) - 이탈리아
  - Tethysbaena atlantomaroccana (Boutin & Cals, 1985) - 모로코
  - Tethysbaena calsi Wagner, 1994 - 영국령 버진아일랜드
  - Tethysbaena colubrae Wagner, 1994 - 푸에르토리코
  - Tethysbaena coqui Wagner, 1994 푸에르토리코
  - Tethysbaena gaweini Wagner, 1994 - 쿠바
  - Tethysbaena haitiensis Wagner, 1994 - 쿠바
  - Tethysbaena halophila (S.L. Karaman, 1953) - 크로아티아
  - Tethysbaena juglandis Wagner, 1994 - 아이티
  - Tethysbaena juriaani Wagner, 1994 - 쿠바
  - Tethysbaena lazarei Wagner, 1994 - 쿠바
  - Tethysbaena relicta (Por, 1962) - 이스라엘
  - Tethysbaena sanctaecrucis (Stock, 1976) 영국령 버진아일랜드
  - Tethysbaena scabra (Pretus, 1991) - 스페인 (발레아레스 제도)
  - Tethysbaena scitula Wagner, 1994 영국령 버진아일랜드
  - Tethysbaena siracusae Wagner, 1994 이탈리아 (시칠리아)
  - Tethysbaena stocki Wagner, 1994 영국령 버진아일랜드
  - Tethysbaena somala (Chelazzi & Messana, 1982) - 소말리아
  - Tethysbaena tarsiensis Wagner, 1994 - 스페인
  - Tethysbaena texana (Maguire, 1965) - 미국 (텍사스주)
  - Tethysbaena tinima Wagner, 1994 - 쿠바
  - Tethysbaena vinabayesi Wagner, 1994 - 쿠바
- Tulumellidae Wagner, 1994
  - Tulumella bahamensis Yager, 1988 - 바하마
  - Tulumella grandis Yager, 1988 - 바하마
  - Tulumella unidens Bowman & Iliffe, 1988 - 멕시코
- Halosbaenidae Monod & Cals, 1988
  - Limnosbaena finki Mestrov & Lattinger-Penko, 1969 - 보스니아 헤르체고비나 및 이탈리아 북부
  - Halosbaena acanthura Stock, 1976 - 베네수엘라, 네덜란드령 안틸레스 (퀴라소)
  - Halosbaena fortunata Bowman & Iliffe, 1986 - 스페인 (카나리아 제도)
  - Halosbaena tulki Poore & Humphreys, 1992 - 오스트레일리아 (웨스턴오스트레일리아주)
  - Theosbaena cambodjiana Cals & Boutin, 1985 - 캄보디아